# 植野康夫
植野 康夫（うえの やすお、1945年1月27日 -  ）は、日本の経営者。南都銀行頭取を務めた。

## 来歴・人物
奈良県出身。1968年に大阪府立大学経済学部を卒業し、同年に南都銀行に入行。1999年6月に取締役に就任し、2002年6月に常務、2004年6月に専務を経て、2008年6月に頭取に就任。2015年6月に会長に就任。
2022年4月に旭日中綬章を受章。